# نجمية كاذبة
النجمية الكاذبة (الاسم العلمي: Pseudostellaria) هي جنسٌ من النباتات المُزهرة ضمن عائلة القرنفلية. يُوجد حوالي 20 نوعًا منها مُعظمها في آسيا، وهي تشبهُ جنس النجمية [الإنجليزية]، ولكن تختلف معها في شكل الجذور وغشاء الفاكهة، كما لها شقوقٌ ضئيلةٌ في البتلات.

## أنواع مُختارة
- نجمية كاذبة متباينة الورق [الإنجليزية] وتُسمى أيضًا زهرة النجمة الكاذبة أو هاي إر شين (hai er shen) أو تاي زي شين (tai zi shen)
- نجمية كاذبة جاميزية [الإنجليزية] وتُسمى أيضًا زهرة النجمة الدرنية
- نجمية كاذبة حادة الورق [الإنجليزية]
- نجمية كاذبة صخرية [الإنجليزية]
- نجمية كاذبة سييرية [الإنجليزية] وتُسمى أيضًا زهرة النجمة سيرا